# Jansenella

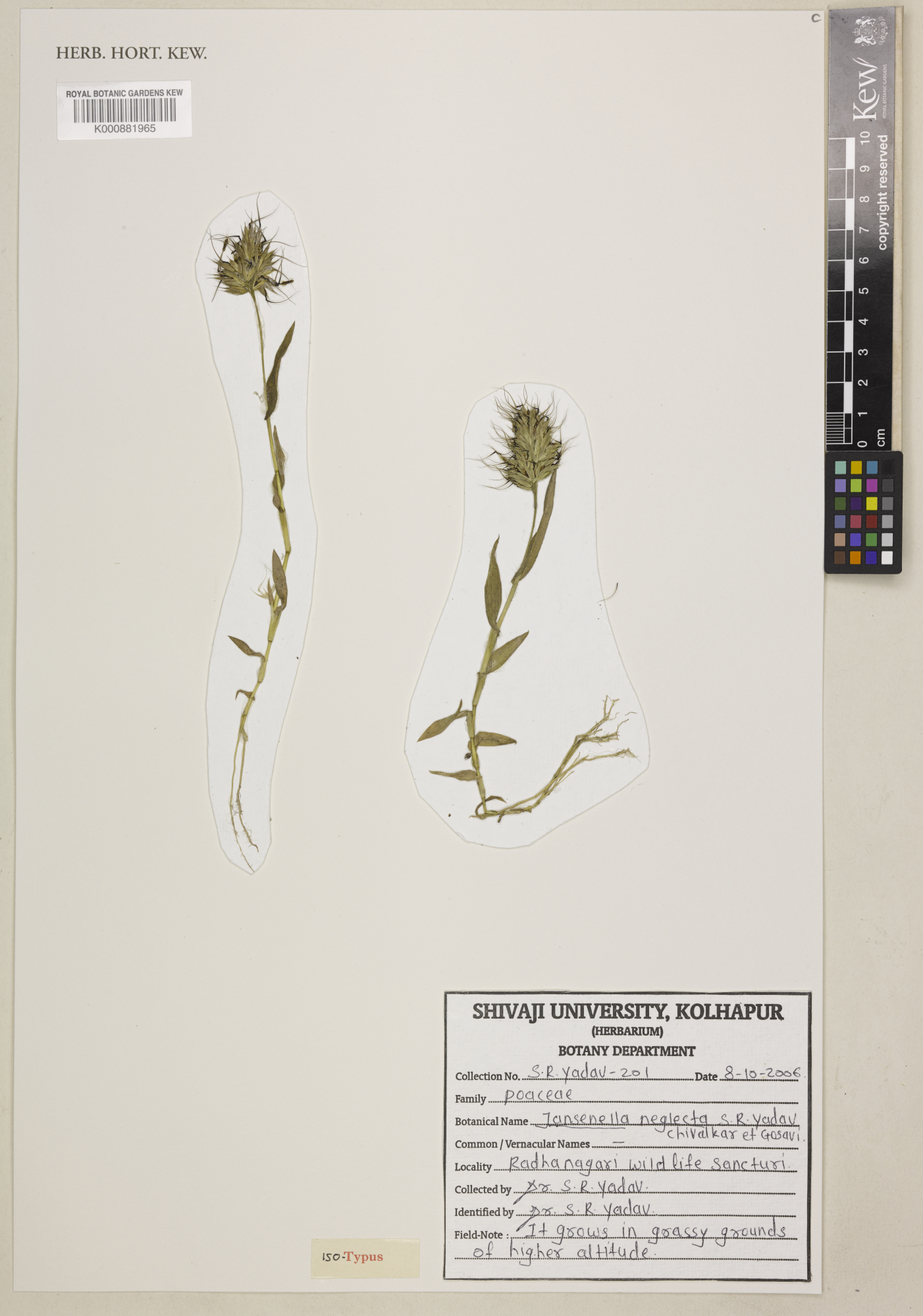
Il·lustració de la Jansenella.

Jansenella o Danthonia és un gènere toponímic de plantes de la família de les poàcies.
 La seva única espècie, Jansenella griffithiana (Müll.Stuttg.) Bor, és originària d'Índia i Burma.

## Sinonímia
- Arundinella avenacea William Munro exThwaites
- Arundinella campbelliana (C.Muell.) Bor
- Arundinella griffithiana (Müll. Stuttg.) Bor
- Danthonia griffithiana Müll. Stuttg.
- Danthoniopsis griffithiana (Müll.Stuttg.) Bor[2]